# Snäp!
Snäp! ist eine Ende 1981 in Köln gegründete Neue-Deutsche-Welle-Band, bestehend aus den Sängern Jürgen „Rich“ Heckmann und Günter Markert, dem Gitarristen Peer Fischer, Bassisten Michael „Linus“ Büttgen und Schlagzeuger Ralph „Gus“ Gusovius (der von 1994 bis 2023 bei den Bläck Fööss spielte). Zuvor spielten die Mitglieder der Band in der Gruppe „Die Moonlights“. Der Name „Snäp“ steht lautmalerisch für das Fingerschnippen, das auch auf allen Plattencovern abgebildet ist.
Zu den größten Hits gehören das vielfach gesampelte Lied Elisabeth sowie der Radio-Hit Sommer, Sonne, Sand und Meer, der 1983 Platz 28 in den deutschen Airplaycharts erreichen konnte.

## Fernsehauftritte
- 1983: Bananas (ARD) mit dem Titel Elisabeth

## Diskografie
Singles
- 1981: Romiette and Julio / Big Boss (als The Snap)
- 1982: Elisabeth / Sichere Tage mit Ramona
- 1983: Sommer, Sonne, Sand und Meer / Uh Girl

Studioalben
- 1982: Snäp